# Direct-to-Customer
Direct-to-Customer (auch Direct-to-Consumer, kurz D2C) bezeichnet ein Vertriebsmodell, bei dem Unternehmen ihre Produkte direkt an Endkundinnen und -kunden verkaufen, ohne auf klassische Handelsstufen wie Groß- oder Einzelhändler zurückzugreifen. Es handelt sich um eine spezielle Ausprägung des Streckengeschäfts im Bereich B2C.
Im Mittelpunkt steht dabei die unmittelbare Kundenbeziehung, die es Herstellern ermöglicht, Kontrolle über Preis, Markenführung, Produktpräsentation und Kundenerlebnis zu behalten. D2C-Marken nutzen häufig digitale Vertriebskanäle wie eigene Onlineshops, soziale Netzwerke (Social Commerce) oder markeneigene stationäre Stores.

## Merkmale und Vorteile
Typische Merkmale des D2C-Modells sind:
- Direkte Kundenansprache über eigene Kanäle (z. B. E-Mail, Social Media)
- Hohe Kundendatenverfügbarkeit für gezielte Marketingmaßnahmen
- Schnellere Produktinnovation und Anpassung durch direktes Feedback
- Wegfall von Zwischenhändlern führt häufig zu besseren Margen

## Abgrenzung zu anderen Modellen
Im Gegensatz zum klassischen Einzelhandel oder Großhandel, bei dem mehrere Handelsstufen zwischen Hersteller und Verbraucher bestehen, verzichtet D2C bewusst auf externe Vertriebspartner. Während im klassischen Streckengeschäft Produkte zwar direkt vom Hersteller an den Kunden geliefert werden, aber häufig über einen Händler verkauft werden, erfolgt beim D2C-Modell auch der Verkaufsprozess vollständig durch den Hersteller selbst.

## Verbreitung
Das Direct-to-Customer-Modell hat insbesondere mit der zunehmenden Digitalisierung und dem Wachstum des Onlinehandels stark an Bedeutung gewonnen. Es wird branchenübergreifend eingesetzt, unter anderem im Konsumgüter-, Mode-, Technologie- und Dienstleistungsbereich. 
Neben neuen, digital ausgerichteten Unternehmen setzen zunehmend auch etablierte Hersteller auf D2C-Strategien, um ihre Kundenbeziehungen zu stärken, neue Zielgruppen direkt anzusprechen und unabhängiger vom klassischen Einzelhandel zu agieren. Auch in der Automobil- oder Möbelbranche sind zunehmend D2C-Ansätze zu beobachten, etwa durch den Direktvertrieb über unternehmenseigene Onlineplattformen oder Showrooms.